# Tenuibranchiurus glypticus
Tenuibranchiurus glypticus é uma espécie de crustáceo de água doce, de pequenas dimensões. É a mais pequena espécie conhecida da ordem Astacoidea. É a única espécie do género Tenuibranchiurus.
Os adultos medem em média 25 mm de comprimento. As suas pinças abrem verticalmente.